# Semenenra
Semenenra fue un faraón de la dinastía XVII de Egipto, que gobernó c. 1650-1500 a. C.
El Canon Real de Turín (11.7) indica su nombre: Semenenra, pero es ilegible el tiempo de reinado.
La existencia de este gobernante sólo está confirmada en el Canon de Turín y por su nombre inscrito en un hacha, actualmente custodiada en Londres. 
- Ryholt lo asignó a la Dinastía XVI, gobernando c. 1612-1611 a. C.

## Titulatura
| Titulatura | Jeroglífico | Transliteración (transcripción) - traducción - (referencias) |

| N5 | s | mn · n | U32 | Y1 · n |

| N5 | s | mn · n | U32 | Y1 · n |

| N5 | s | mn · n | U32 | Y1 · n |

| N5 | s | mn · n | U32 | Y1 · n |

| N5 | s | mn · n | U32 | Y1 · n |

| N5 | s | mn · n | U32 | Y1 · n |

| N5 | s | mn · n | U32 | Y1 · n |

| N5 | s | mn · n | U32 | Y1 · n |

| N5 | s | mn · n | U32 | Y1 · n |

| N5 | s | mn · n | U32 | Y1 · n |

| N5 | s | mn · n | U32 | Y1 · n |

| N5 | s | mn · n | U32 | Y1 · n |

| N5 | s | mn · n | U32 | Y1 · n |

| N5 | s | mn · n | U32 | Y1 · n |

| N5 | s | mn · n | U32 | Y1 · n |

| N5 | s | mn · n | U32 | Y1 · n |